# Massilia ginsengisoli
Massilia ginsengisoli es una bacteria gramnegativa del género Massilia. Fue descrita en el año 2020. Su etimología hace referencia a suelo de plantaciones de ginseng. Anteriormente conocida como Duganella ginsengisoli, que se describió en el 2016. Es aerobia y móvil por varios flagelos. Catalasa y oxidasa negativas. Tiene un tamaño de 0,8 μm de ancho por 1,1 μm de largo. Forma colonias blancas, duras, secas, viscosas, convexas y circulares en agar NA tras 2 días de incubación. También crece en agar R2A, pero no en TSA, LB, PDA ni MacConkey. Temperatura de crecimiento entre 4-40 °C, óptima de 30 °C. Es sensible a tetraciclina. Resistente a los antibióticos : eritromicina, ceftazidima, rifampicina, novobiocina, penicilina y cefazolina. Tiene un contenido de G+C de 55,3%. Se ha aislado del suelo en un campo de ginseng, en Corea del Sur.